# Josy Dubié
Josy Dubié, de son vrai nom Joseph Dubié, est un réalisateur, journaliste et homme politique belge, né le 11 février 1940 à Bruxelles.

## Biographie
Après ses études secondaires, Joseph Dubié commence des études sportives mais, à la suite d'une blessure, se reconvertit dans la marine marchande. En 1967, il entame simultanément des études de sociologie, d'ethnologie et de droit à l'ULB d'où il sort en 1971 avec une licence en journalisme et en ethnologie. Il sera de 1970 à 1971 président du Cercle du Libre Examen. Il rentre alors comme journaliste à la RTBF, suivi peu après par son frère, Jean-Claude Defossé.
Durant sa carrière de journaliste, il se spécialise dans le grand reportage international. Dans les reportages qui ont particulièrement marqué sa carrière, on peut relever la dernière interview connue du président chilien Salvador Allende fin août 1973, qu'il réalise en se faisant passer pour un représentant du parti socialiste belge grâce à la complicité d'André Cools, qui en était le président, ainsi qu'un reportage réalisé en avril 1975 dans Saïgon où, dernier représentant de la presse internationale avec Manu Bonmariage, il filme les derniers jours du régime sud-vietnamien. En décembre 1989, il est un des journalistes victime d'une désinformation en Roumanie, où il réalise un reportage sur les prétendus charniers de Timișoara. Ce reportage a fait grand bruit.
En 1994, il quitte la RTBF et devient, jusqu'à sa retraite, Chef de l'Unité de télévision du PNUD (Nations unies) à Genève, où il crée avec Jean-François Arrou-Vignod le magazine Azimuts, diffusé par plus d'une cinquantaine de chaînes dans le monde. Il est ensuite élu sénateur du groupe parlementaire Ecolo. En 2004, il devient député au parlement bruxellois. Il est également député au parlement de la Communauté française et, depuis juillet 2007, à nouveau choisi par Ecolo comme sénateur de communauté.
Membre du parti Ecolo jusqu'au 17 novembre 2010 — date à laquelle il quitte le parti — Josy Dubié est surtout connu pour ses critiques de la famille royale belge et est l'un des rares hommes politiques francophones belges à se déclarer publiquement républicain.
En avril 2014, il soutient le Parti du Travail de Belgique (PTB) en appelant à mettre en place « une taxe des millionnaires », en dénonçant l’accumulation de la richesse ajoutée aux paradis fiscaux en dénonçant la politique d'austérité votée par Ecolo et le PS.